# Padre Paraíso
Padre Paraíso é um município brasileiro do estado de Minas Gerais. Fundado em 1962, a sua população de acordo com o censo de 2022 era de 17 334 habitantes. Tem uma densidade demográfica de 31,84 habitantes por quilômetro quadrado e a sua área é de 544,375 km².
Localizada na região nordeste do estado de Minas Gerais, no médio vale do rio Jequitinhonha, a 930 metros de altitude, distando 560 km da capital do estado, faz divisa com os municípios de Araçuaí, Caraí e Ponto dos Volantes.

## História

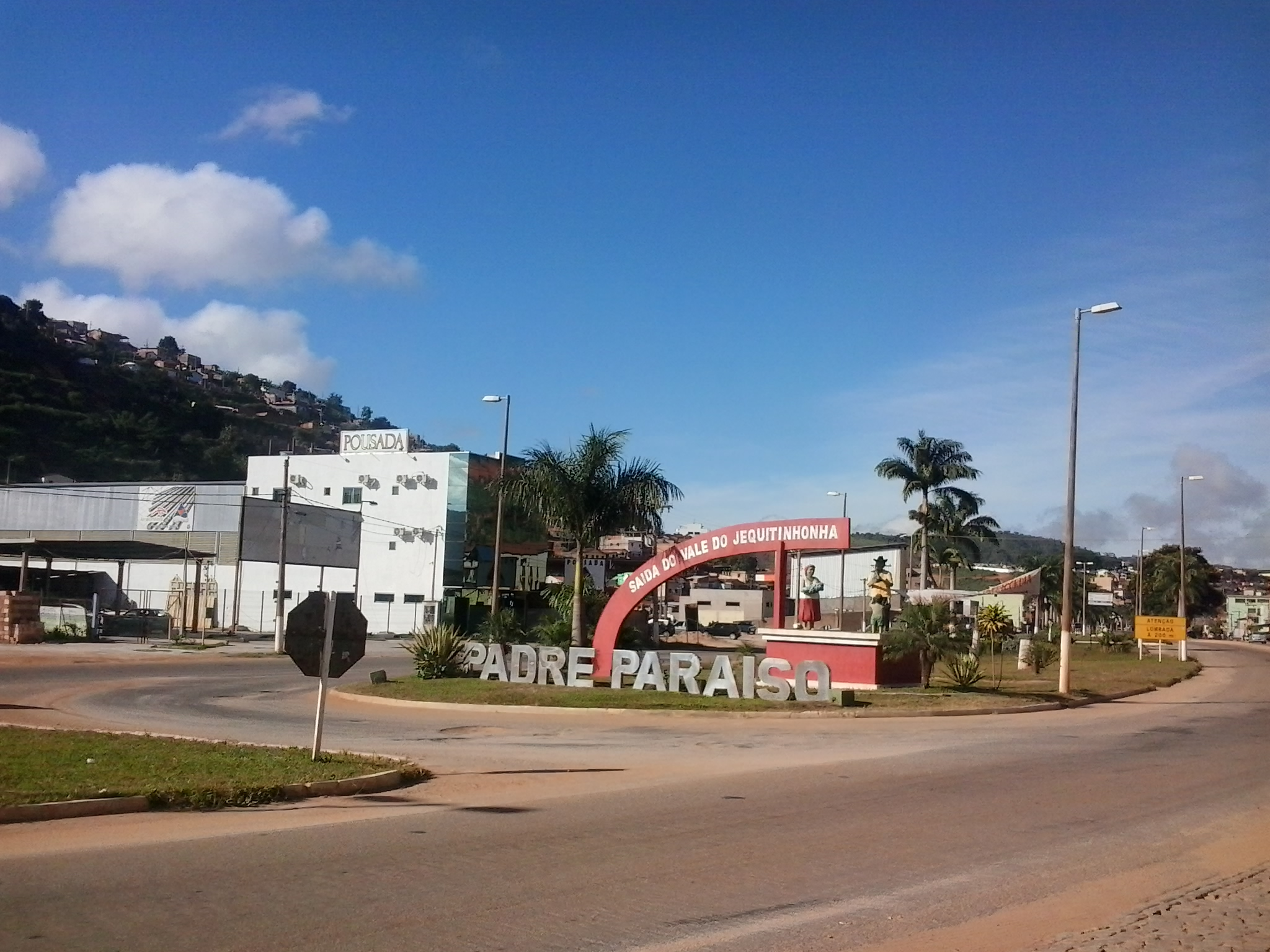
BR-116 na cidade.

Na segunda metade do século XIX, o padre Agostinho Francisco de Mendonça Paraíso chega à região empenhado em catequizar os indígenas que ali residiam. Posteriormente, estabelece-se como fazendeiro de cacau, às margens do rio Marambaia, iniciando assim o desbravamento e povoamento desta área. Em 1902, forma-se o povoado na confluência dos córregos Água Vermelha e São João, com a denominação de São João da Água Vermelha, alterada em 1948, para Padre Paraíso. Em 1962, é elevado à categoria de município.

## Geografia

### Clima e vegetação
Tem um clima tropical com temperaturas médias de 24°C e a pluviosidade média ronda os 900 mm.
Bioma: Mata Atlântica.

### Bairros
- Bela Vista
- Bom Jesus
- Caldeirões
- Centro
- Coronel Olinto Vieira
- DNER
- João de Lino
- Pantanal
- Valmira Farias
- Vila Oeste
- Vila Vieira

## Educação

### Lista de escolas estaduais
- Escola Estadual Professor José Monteiro Fonseca
- Escola Estadual Presidente João Pinheiro
- Escola Estadual da Vila São João
- Escola Estadual Doutor Cândido Ulhoa

### Lista de escolas municipais
- Cemei I
- Cemei II
- Escola Municipal l Mestra Odília
- Escola Municipal Agenor Sapateiro
- Escola Municipal Doom José de Háas (zona rural)
- Escola Municipal Milton Campos

### Lista de escolas privadas
- Escola Orlando Tavares